# ملك الريح
ملك الريح هي رواية بقلم مارغريت هنري حازت على جائزة نيوبيري للتميز في أدب الأطفال الأمريكي عام 1949.  حُولت الرواية إلى فيلم يحمل نفس الاسم عام 1990 

## الحبكة
مع انتهاء صيام رمضان في المغرب، يعتني أغبا وهو عبد أبكم بفرسه العربية المفضلة التي تلد في تلك الليلة. يمتلك المهر بقعة بيضاء على كعبه الخلفي، تعتبر رمزًا للسرعة والحظ السعيد ولكن لديه أيضًا أذن قمح على صدره، ترمز إلى سوء الحظ. تموت الفرس في غضون أيام قليلة، لكن شام ينضج ليصبح حصان سباق واعدًا. لاحقًا، يستدعي السلطان ستة خيالة إلى قصره ومن بينهم أغبا، ويكلفهم بمرافقة ستة خيول إلى فرنسا. ومن المقرر تقديم الخيول كهدايا للملك الفرنسي لويس الخامس عشر. وعلى الفارس أن يبقى مع ذلك الفرس حتى يموت الفرس، ثم يعود إلى المغرب.
عندما تصل خيول السباق إلى فرنسا، تتعرض للسخرية والضحك من قبل الفرنسيون، الذين يعتقدون أنها ليست "مفعمين بالحيوية" بما يكفي لتكون خيول سباق. يصبح شام حصان مطبخ، لكنه غير مطيع لدرجة أن الطباخ يبيعه إلى سائق عربة. يصبح أغبا خادمًا لمالك شام الجديد ويلتقي بالقطة غريمالكين على طول الطريق.
يُشترى الشام من قبل رجل من الكويكرز ويُنقل إلى إنجلترا. عندما يرفض شام السماح لابن شقيق الكويكر بركوبه، يبيعه مالكه إلى نزل. يُسجن أغبا عندما يُقبض عليه وهو يتسلل إلى النزل لرؤية شام، لكن مدبرة منزل الكويكر تنقذه بكفالة ويُطلق سراح كل من شام وأغبا لخدمة إيرل جودلفين.
يعامل إيرل شام باعتباره حصان عمل، وإن كان ذلك بلطف. تصل فرس ليدي روكسانا والتي من المفترض أن تكون رفيقة للحصان هوبجوبلين. نجح شام في محاربة هوبجوبلين من أجلها. إنها تستمتع برفقة شام، لكن إيرل يشعر بالحرج من الحادث. يأمر شام وأغبا وجريمالكين بالعيش في ويكن فين ويغادرون.
بعد ذلك بعامين، يأتي رئيس إيرل مُرَوِّض الخيل لرؤية أغبا ويكشف أن ليدي روكسانا أنجبت ابن شام لاث، والذي ترك دون تدرب. في أحد الأيام، قفز لاث على السياج وتفوق على بعض المهور التي كان إيرل يدربها. يعود الثلاثي إلى جودلفين، ويطلق على الشام اسم جودلفين العربي. بعد أن اكتشف إيرل أنه على مقربة من الإفلاس يدخل السباق بأبناء شام في نيوماركت. يفوز الأحصنة بالسباقات ومحفظة الملكة، ومنه إصلاح ثروات إيرل وتأسيس شام كواحد من الفحول المؤسسين لسباقات المضمار الإنجليزية.

## الروابط الخارجية
- مراجعة في اوقات نيويورك .

| الجوائز         | الجوائز                     | الجوائز         |
| --------------- | --------------------------- | --------------- |
| سبقه {{{سبقه}}} | {{{العنوان}}} {{{الأعوام}}} | تبعه {{{تبعه}}} |